# Thylacinus
Thylacinus é um gênero de marsupial da família Thylacinidae, atualmente extinto.

## Espécies
- Thylacinus cynocephalus (Harris, 1808)  (Plioceno Inferior — Recente: 1936)
- Thylacinus macnessi Muirhead, 1992 (Oligoceno Superior — Mioceno Inferior)
- Thylacinus megiriani (Müller, 1997) (Mioceno Superior)
- Thylacinus potens Woodburne, 1967 (Mioceno Inferior)